# Empire Slovak Open 2014
L'Empire Slovak Open 2014 è stato un torneo di tennis facente parte della categoria ITF Women's Circuit nell'ambito dell'ITF Women's Circuit 2014. Il torneo si è giocato a Trnava in Slovacchia dal 5 all'11 maggio 2014 su campi in terra rossa e aveva un montepremi di $75,000.

## Partecipanti

### Teste di serie
| Nazionalità | Giocatrice                 | Ranking* | Testa di serie |
| ----------- | -------------------------- | -------- | -------------- |
| Rep. Ceca   | Barbora Záhlavová-Strýcová | 56       | 1              |
| Slovacchia  | Anna Karolína Schmiedlová  | 69       | 2              |
| Israele     | Julia Glushko              | 96       | 3              |
| Croazia     | Petra Martić               | 105      | 4              |
| Germania    | Anna-Lena Friedsam         | 108      | 5              |
| Serbia      | Jovana Jakšić              | 112      | 6              |
| Rep. Ceca   | Andrea Hlaváčková          | 113      | 7              |
| Serbia      | Vesna Dolonc               | 115      | 8              |

- Ranking al 28 aprile 2014.

### Altre partecipanti
Giocatrici che hanno ricevuto una wild card:
- Dalma Gálfi
- Viktória Kužmová
- Kristína Schmiedlová
- Tereza Smitková

Giocatrici che sono passate dalle qualificazioni:
- Denisa Allertová
- Margarita Gasparjan
- Andreea Mitu
- Renata Voráčová
- Barbora Krejčíková (lucky loser)

Giocatrici che hanno ricevuto un entry con un protected ranking:
- Evgenija Rodina

## Vincitrici

### Singolare
Anna Karolína Schmiedlová ha battuto in finale  Barbora Záhlavová-Strýcová con il punteggio di 6–4, 6–2

### Doppio
Stephanie Vogt /  Zheng Saisai hanno battuto in finale  Margarita Gasparjan /  Evgenija Rodina con il punteggio di 6–4, 6–2